# Combretum tenuipetiolatum
Combretum tenuipetiolatum är en tvåhjärtbladig växtart som beskrevs av Gerald Ernest Wickens. Combretum tenuipetiolatum ingår i släktet Combretum och familjen Combretaceae. Inga underarter finns listade i Catalogue of Life.